# Mullewa (ort)
Mullewa är en ort i Australien. Den ligger i kommunen Mullewa och delstaten Western Australia, omkring 380 kilometer norr om delstatshuvudstaden Perth. Antalet invånare är 423.
Trakten runt Mullewa är nära nog obefolkad, med mindre än två invånare per kvadratkilometer.. Det finns inga andra samhällen i närheten.
Omgivningarna runt Mullewa är i huvudsak ett öppet busklandskap. Genomsnittlig årsnederbörd är 314 millimeter. Den regnigaste månaden är juni, med i genomsnitt 55 mm nederbörd, och den torraste är februari, med 6 mm nederbörd.